# Eleições locais na Bielorrússia (2007)
As eleições locais de 2007 na Bielorrússia realizaram-se em 14 de Janeiro de 2007.
Estas eleições locais foram vistas como um teste para o regime isolado da antiga República Soviética, no seguimento de uma disputa com a sua vizinha rússia relacionada com o gás natural isto poderá ter penosos efeitos económicos.
A oposição, incluindo a União de Forças Democráticas (UDF), debateu o interesse de participar em mais uma eleição que é pouco mais que uma fraude da maioria. Encorajados por apoiantes estrangeiros, optaram por entrar na corrida.
As eleições são um momento privilegiado para a oposição comunicar com o eleitorado. Sob a linha-dura do Presidente Aleksandr Lokashenko, a televisão está sob um apertado controlo estatal, e poucos media independentes estão autorizados.
Estão inscritos cerca de sete milhões de eleitores para tomar parte nestas eleições, onde se disputam lugares nos 1.581 conselhos locais . Só 200 candidatos da oposição foram aprovados para uma eleição onde se disputam 22.500 cargos locais. A maior parte dos lugares só tem um candidato, sem oposição.

## Resultados
Segundo a comissão eleitoral a afluência às urnas foi de cerca de 79 %.
O líder da oposição, Alexander Milinkevich, sugeriu que as eleições locais não refletem a opinião pública, afirmando que esta estava "debaixo de pressão colossal por parte da autoridade".
As eleições tiveram a presença do "Belarusian Helsinki Committee (BHC)" tanto em Minsk como nas províncias. Esta comissão registou inúmeras irregularidades e arbitrariedades que colocam em causa a imparcialidade deste acto 
O resultado das eleições deram forçosamente uma esmagadora maioria às forças governamentais.